# Pedro Torres Cruces
Pedro Torres Cruces (Humilladero, Málaga, 27 de abril de 1949) fue un ciclista español, profesional entre 1971 y 1980. Ganó la clasificación de la montaña y una etapa del Tour de Francia de 1973 y la clasificación de la montaña y una etapa en la Vuelta a España de 1977.

## Palmarés
1971
- 3.º en el Campeonato de España de Montaña

1973
- 1 etapa del Tour de Francia, más clasificación de la montaña

1974
- Subida a Arrate

1977
- 1 etapa de la Vuelta a España, más clasificación de la montaña

1978
- 3.º en el Trofeo Masferrer

1980
- 1 etapa de la Vuelta a Cantabria
- 2.º en la Vuelta a España

## Resultados en Grandes Vueltas
| Carrera         | 1971 | 1972 | 1973 | 1974 | 1975 | 1976 | 1977 | 1978 | 1979 | 1980 |
| --------------- | ---- | ---- | ---- | ---- | ---- | ---- | ---- | ---- | ---- | ---- |
| Giro de Italia  | -    | -    | -    | -    | -    | -    | -    | 16º  | -    | -    |
| Tour de Francia | -    | -    | 13º  | -    | 10º  | 17º  | 19º  | Ab.  | -    | 35º  |
| Vuelta a España | -    | 31.º | 5º   | Ab.  | 14º  | 9º   | 9º   | -    | 6º   | 2º   |
| Mundial en Ruta | -    | -    | 6º   | -    | 4º   | Ab.  | Ab.  | 28º  | 32.º | -    |